# ولسوالی حصهٔ دوم کوهستان
حصهٔ دوم کوهستان یکی از ولسوالی‌های ولایت کاپیسا در خاور افغانستان است. جمعیت آن در سال ۲۰۲۴ (میلادی) ۵۴٬۵۱۷ نفر اعلام شده‌است.